# Grum

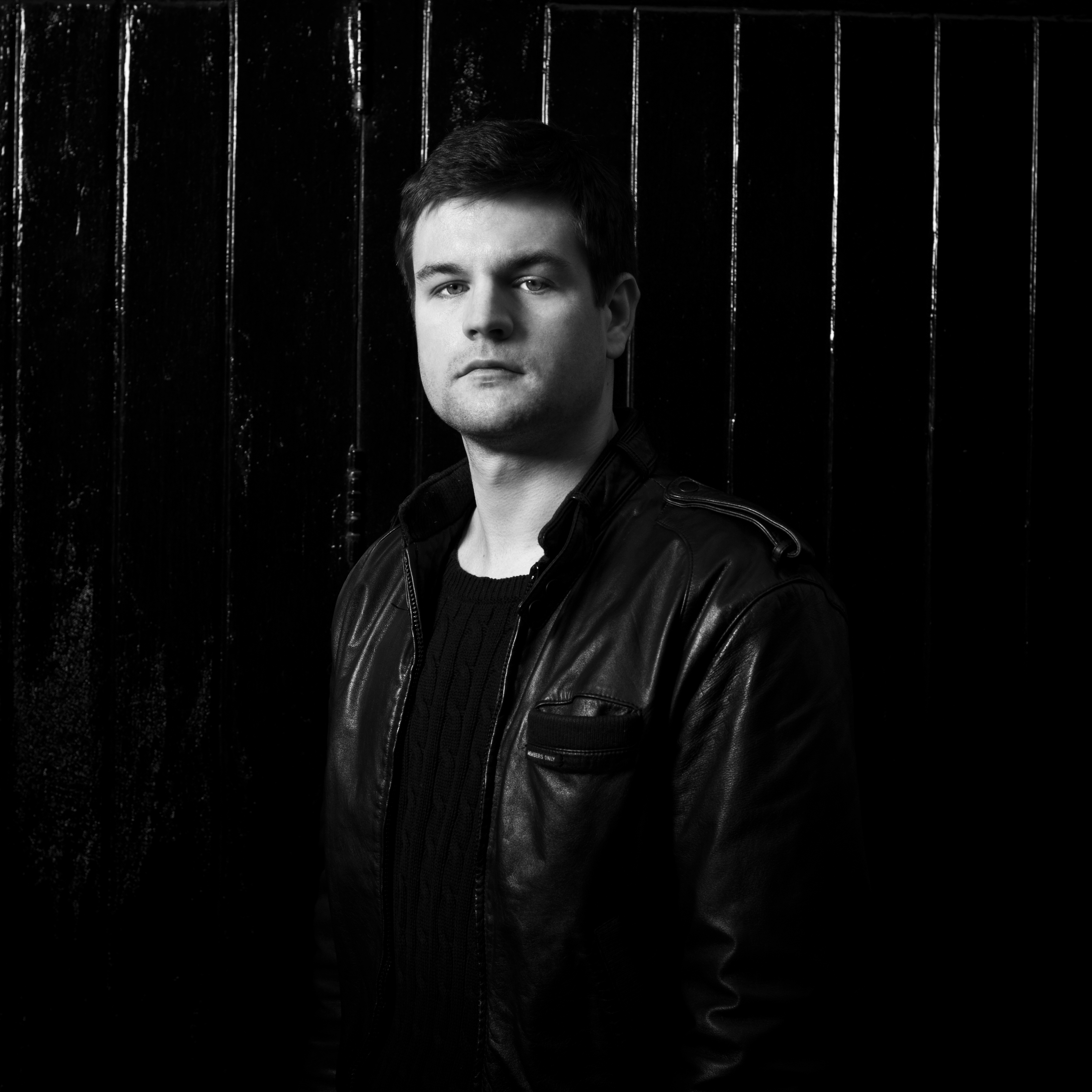
Grum im Hyde Park, London (2013)

Grum (* 1986 in Edinburgh) ist der Künstlername von Graeme Shepherd, einem Electro-Musiker aus Großbritannien.

## Karriere
Shepherd wurde in seiner Jugend von Bands wie The Human League, Daft Punk und Fischerspooner beeinflusst. Ab dem Jahr 2008 produzierte er auch eigene Musikstücke, die er über das Internet kostenlos anbot. Seine Stücke stellten eine Mischung aus House, Electroclash und Italo Disco dar und wurden schnell von DJs aufgegriffen und gespielt. Der Produzent Kevin McKay wurde auf Grum aufmerksam und bot ihm einen Plattenvertrag an. 2009 wurde die Plattenfirma Heartbeats gegründet, bei der im selben Jahr Grums erste Single Runaway erschien.
Nach zwei weiteren Singles folgte im Mai 2010 das Debütalbum Heartbeats. Es erhielt überwiegend gute bis sehr gute Kritiken.
Grum lieferte auch Remixe für Künstler wie Pet Shop Boys (Together), Lady Gaga (Bad Romance), Goldfrapp (Rocket) oder Groove Armada (History).
Graeme Shepherd lebt in Leeds.

## Diskografie
Album
- 2010: Heartbeats (Heartbeats)
- 2019: Deep State

Singles und EPs
- 2009: Runaway (Heartbeats)
- 2009: Sound Reaction (Heartbeats)
- 2009: Heartbeats (Heartbeats)
- 2010: Can't Shake This Feeling  (Heartbeats)
- 2010: Through the Night (Heartbeats)